# Vallée de la Vézère d'Uzerche à la limite départementale 19/24
Vallée de la Vézère d'Uzerche à la limite départementale 19/24 este o arie protejată (sit de importanță comunitară — SCI) din Franța întinsă pe o suprafață de 927 ha, integral pe uscat.

## Localizare
Centrul sitului Vallée de la Vézère d'Uzerche à la limite départementale 19/24 este situat la coordonatele 45°18′11″N 1°28′12″E / 45.30306°N 1.47°E.

## Înființare
Situl Vallée de la Vézère d'Uzerche à la limite départementale 19/24 a fost declarat arie specială de conservare în baza directivei 92/43 din 1992 referitoare la conservarea habitatelor naturale și a faunei și florei sălbatice pentru a proteja 17 specii de animale.

## Biodiversitate
Situată în ecoregiunea continentală, aria protejată conține 7 habitate naturale: Pajiști uscate europene, Liziere de ierburi înalte hidrofile de câmpie și de nivel montan până la alpin, Păduri pe pante, grohotișuri și ravene de Tilio-Acerion, Cursuri de apă de la nivel de câmpie la nivel montan, cu vegetație Ranunculion fluitantis și Callitricho-Batrachion, Roci stâncoase cu vegetație pionieră de Sedo-Scleranthion sau Sedo albi-Veronicion dillenii, Păduri de fag acidofile atlantice, cu subarboret de Ilex și, uneori, de asemenea, Taxus, la nivelul arbuștilor (Quercion robori-petraeae sau Ilici-Fagenion), Păduri aluvionare cu Alnus glutinosa și Fraxinus excelsior (Alno-Padion, Alnion incanae, Salicion albae).
La baza desemnării sitului se află mai multe specii protejate:
- amfibieni (1): izvoraș-cu-burta-galbenă (Bombina variegata)
- mamifere (6): liliac cârn (Barbastella barbastellus), vidră de râu (Lutra lutra), liliac cu aripi lungi (Miniopterus schreibersii), liliac comun (Myotis myotis), liliacul mare cu potcoavă (Rhinolophus ferrumequinum), liliacul mic cu potcoavă (Rhinolophus hipposideros)
- nevertebrate (5): croitorul mare al stejarului (Cerambyx cerdo), Coenagrion mercuriale, rădașcă (Lucanus cervus), fluturele purpuriu (Lycaena dispar), Oxygastra curtisii
- pești (5): zglăvoacă (Cottus gobio), Cottus perifretum, cicar (Lampetra planeri), Petromyzon marinus, somonul (Salmo salar)

Pe lângă speciile protejate, pe teritoriul sitului au mai fost identificate 2 specii de plante, 1 specie de păsări, 1 specie de mamifere.